# ArgoUML
ArgoUML은 자바로 개발된 UML 다이어그램 제작 애플리케이션이며 오픈 소스 이클립스 퍼블릭 라이선스로 출시되었다. 본연 자바 애플리케이션이므로 자바 SE가 지원하는 모든 플랫폼에서 이용이 가능하다.

## 역사
ArgoUML은 원래 UC 어바인의 제이슨 E. 로빈스에 의해 개발되었다. 지금은 Tigris.org가 호스팅하는 오픈 소스 프로젝트이다. ArgoUML 프로젝트는 현재 19,000개 이상의 등록 사용자와 150명 이상의 개발자를 포함하고 있다.

## 단점
- ArgoUML은 UML 표준을 완전히 구현하지는 않는다.[4]
- 부분적인 편집 취소 기능 (그래픽 편집에 대해 동작함[5][6])